# Дрстеля
Дрстеля (словен. Drstelja) — поселення в общині Дестрник, Подравський регіон‎, Словенія.